# Canindeyú
Canindeyú is een departement van Paraguay. Het heeft een oppervlakte van 14.667 km² en 191.447 inwoners (2012); voor 2016 is de prognose 217.154 inwoners. De hoofdstad is Salto del Guairá.

## Bestuurlijke indeling
Het departement is verdeeld in zestien districten.
| Nr. | District                            | Inwoners | Oppervlakte |
| --- | ----------------------------------- | -------- | ----------- |
| 1   | Corpus Christi                      | 9.892    | 1.821 km²   |
| 2   | Curuguaty                           | 54.185   | 3.650 km²   |
| 3   | General Francisco Caballero Álvarez | 11.868   | 1.043 km²   |
| 4   | Itanará                             | 3.258    | 920 km²     |
| 5   | Katueté                             | 8.681    | 567 km²     |
| 6   | La Paloma                           | 8.808    | 728 km²     |
| 7   | Laurel                              | -        | - km²       |
| 8   | Maracaná                            | 17.550   | 1.287 km²   |
| 9   | Nueva Esperanza                     | 12.795   | 1.342 km²   |
| 10  | Puerto Adela                        | 6.783    | 481 km²     |
| 11  | Salto del Guairá                    | 33.444   | 1.082 km²   |
| 12  | Villa Ygatimí                       | 16.893   | 980 km²     |
| 13  | Yasy Cañy                           | 27.414   | 1.213 km²   |
| 14  | Yby Pytá                            | 11.792   | 807 km²     |
| 15  | Ygatimí                             | 14.026   | 1.086 km²   |
| 16  | Ypehú                               | 8.591    | 1.213 km²   |

| Detailkaart |
| ----------- |
|             |
| Districten  |